# Pedro Narciso Arata

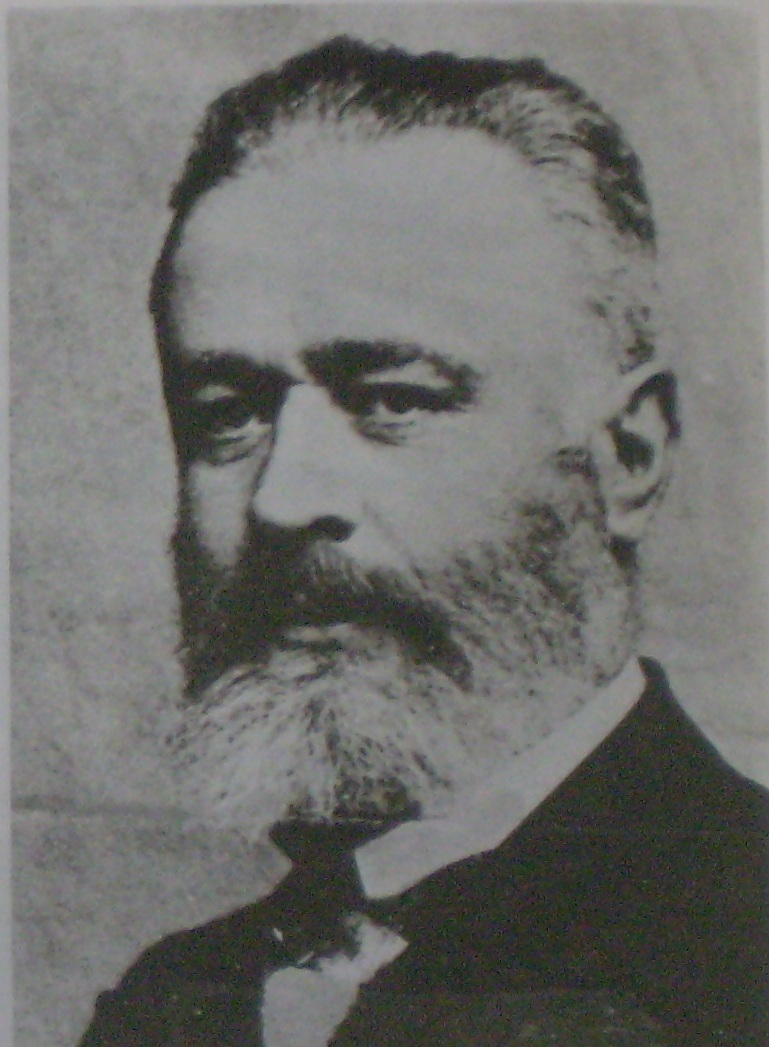
Pedro Narciso Arata

Pedro Narciso Arata (* 29. Oktober 1848 in Buenos Aires; † 5. November 1922 ebenda) war ein  argentinischer Chemiker.
Pedro Narciso Arata studierte ab 1854 an der Universität Buenos Aires. 1874, als er bereits an der naturwissenschaftlichen Fakultät unterrichtete, studierte er zusätzlich an der medizinischen Fakultät. Er graduierte mit einer Arbeit zur Analyse von Pflanzeninhaltsstoffen. 1911 beendete er seine Lehrtätigkeit. Er verfasste zahlreiche Beiträge zur Verbesserung der kommunalen sanitären Verhältnisse und pflegte gute Beziehungen zu den Universitäten in Madrid, Rom, Berlin, Santiago und Paris.

## Veröffentlichungen
- Apuntes de Quimica; La Plata, 1893
- Quimica organica; La Plata, 1893